# Eric Boulton
Eric Boulton (* 17. August 1976 in Halifax, Nova Scotia) ist ein ehemaliger kanadischer Eishockeyspieler und derzeitiger -scout. Der linke Flügelstürmer absolvierte über 600 Spiele in der National Hockey League, den Großteil davon für die Buffalo Sabres und die Atlanta Thrashers. Als klassischer Enforcer sammelte er über 1400 Strafminuten in der NHL und hält in dieser Kategorie den Rekord bei den Thrashers.

## Karriere
Während des NHL Entry Draft 1994 wurde Boulton in der neunten Runde als insgesamt 234. Spieler von den New York Rangers gewählt. Zuvor war er bereits für die Oshawa Generals in der Ontario Hockey League aktiv gewesen. In den Jahren 1995 und 1996 spielte Boulton für deren Ligakonkurrenten Sarnia Sting. Weitere Stationen vor seiner NHL-Zeit waren für den Angreifer die Charlotte Checkers und Florida Everblades, jeweils aus der East Coast Hockey League, die Binghamton Rangers, Kentucky Thoroughblades und Rochester Americans aus der American Hockey League sowie die Fort Wayne Komets und Houston Aeros aus der International Hockey League.
Nachdem Boulton in fünf Jahren für acht Vereine aus vier verschiedenen Ligen gespielt hatte, wurde er im Jahr 2000 von den Buffalo Sabres unter Vertrag genommen und gab in der Saison 2000/01 sein Debüt in der National Hockey League. Bei den Sabres blieb der Kanadier insgesamt vier Jahre lang. Den Lockout der NHL-Saison 2004/05 überbrückte er bei den Columbia Inferno aus der ECHL. Nach Wiederaufnahme des Spielbetriebs in der NHL unterschrieb er einen Vertrag bei den Atlanta Thrashers.
Im Oktober 2005 wurde Boulton für sechs Spiele gesperrt, nachdem er Paul Ranger von den Tampa Bay Lightning in einem Spiel am 20. Oktober mit dem Ellbogen verletzte. Etwa eine Woche zuvor sorgte der Kanadier in einem Spiel gegen die Toronto Maple Leafs für eine ähnliche Unsportlichkeit, wobei er fast seinen Gegenspieler Eric Lindros verletzte. Sowohl Tampas Trainer John Tortorella, als auch Torontos Coach Pat Quinn zeigten sich verärgert über dieses Verhalten. Am 18. Dezember 2010 erzielte der Flügelstürmer, der bei den Thrashers vorwiegend in der vierten Reihe spielte, im Heimspiel der Atlanta Thrashers gegen die New Jersey Devils seinen ersten Hattrick in der NHL und wurde anschließend zum Mann des Spiels gewählt.
Am 15. Juli 2011 unterzeichnete Boulton als Free Agent einen Kontrakt bei den New Jersey Devils. Ein Jahr später wurde der Kanadier, wiederum als Free Agent, von den New York Islanders unter Vertrag genommen. In der Organisation der Islanders verbrachte der Angreifer die nächsten fünf Jahre, kam in dieser Zeit allerdings aufgrund von Verletzungen nur auf knapp über 50 Einsätze, zuletzt beim Farmteam der Islanders, den Bridgeport Sound Tigers. Nach der Saison 2016/17 beendete er seine aktive Karriere und ist fortan als Scout für die Islanders aktiv.

## Erfolge und Auszeichnungen
- 1997 Teilnahme am ECHL All-Star Game

## Karrierestatistik
(Legende zur Spielerstatistik: Sp oder GP = absolvierte Spiele; T oder G = erzielte Tore; V oder A = erzielte Assists; Pkt oder Pts = erzielte Scorerpunkte; SM oder PIM = erhaltene Strafminuten; +/− = Plus/Minus-Bilanz; PP = erzielte Überzahltore; SH = erzielte Unterzahltore; GW = erzielte Siegtore; 1 Play-downs/Relegation; Kursiv: Statistik nicht vollständig)